# Лоуренсу де Алмейда
Лоурéнсу де Алмéйда (порт. Lourenço de Almeida; бл. 1480 — березень 1508) — португальський мореплавець, дослідник і полководець.

## Біографія
Лоуренсу народився в Мартімі, Португальське королівство, в сім'ї Франсішку де Алмейди, першого віце-короля Португальської Індії. Був членом ордена Христа. Лоуренсу був винятково високого для того часу зросту (близько 2 метрів) і отримав в Індії прізвисько «білявий диявол» (порт. O Diabo louro). 

## Відкриття Цейлону
Лоуренсу став капітаном флоту Португальської Індії на службі у свого батька і носив титул "Головного капітана Індійського моря" (порт. Capitão-mor do Mar da Índia). В 1505 році він отримав доручення перехопити мусульманський флот, навантажений спеціями, під час його подорожі в Індійському океані. Через шторм його кораблі збились з курсу і Лоуренсу у підсумку висадився у місті Галле на о.Цейлон. Він був першим португальцем, який дістався острова, і підтримував дружні комерційні відносини з місцевим королем Котте, якому запропонував військовий захист в обмін на щорічну данину (у вигляді кориці, дуже цінної в Європі прянощі). Це був перший крок до консолідації португальського комерційного та політичного панування над регіоном, який в повній мірі матеріалізується в 1518 році з дозволом, наданим європейцям на будівництво форту в місті Коломбо та на право здійснювати комерційну діяльність на умовах спеціальних концесій. Таким чином Цейлон став частиною Португальської колоніальної імперії, в орбіті якої він залишався до середини XVII століття.

## Битви в Індії
В 1506 році був посланий його батьком проти заморина з Калікуту, який планував повстати проти португальського панування в Індійському регіоні і здобув помітну перемогу в морській битві при Каннанурі, незважаючи на явну чисельну перевагу супротивника. В 1508 році він знову командував португальською флотилією, посланою захищати позиції Кочіна і Каннанора, але його кораблі були несподівано атаковані коаліційним флотом єгипетських мамелюків та індійських військ на чолі з губернатором Джидди Аміром Хусейном Аль-Курді в битві при Чаулі, в якій португальці зазнали серйозної поразки. Після довгих зусиль об'єднаного мусульманського флоту, флагманський корабель Лоуренсу де Алмейда був затоплений на вході в затоку Чаула і португальці були розбиті. Лише два з 8 португальських кораблів зуміли втікти, втрати португальців склали близько 140 людей убитими та полоненими. Серед загиблих португальців був і Лоуренсу де Алмейда, тіло якого так і не вдалося відшукати попри всі зусилля губернатора гуджаратського Діу Маліка Айяза, який хотів повернути тіло сина віце-королю Португальської Індії.

## Загибель і наслідки
Бажання помститися за смерть сина змусило його батька Франсішку де Алмейду не послухатися королівського наказу наприкінці його терміну на посаді віце-короля Португальської Індії і не передати посаду своєму наступнику Афонсу де Албукеркі, якого Алмейда старший навіть ув’язнив, доки він добив свого ворога. 3 лютого 1509 року він люто атакував на чолі великого португальського флоту в битві при Діу, де крім Аміра Хусейна Аль-Курді (якого португальці називали Міросем) брав участь спільний флот Мамелюцького султанату Єгипту, Османської імперії та султана Гуджарату. Ця битва поклала початок португальському домінуванню в Індійському океані.
Смерть де Алмейди пізніше буде описана Луїшом де Камойншем як приклад героїзму в його епосі Лузіади (порт. I Lusiadi, пісні X, 29-32).